# بيدرو فيبليس
بيدرو فيبليس (بالإسبانية: Pedro Febles) هو مدرب كرة قدم ولاعب كرة قدم إسباني وفنزويلي في مركز الوسط، ولد في 18 أبريل 1958 في سانتا كروز دي تينيريفه في إسبانيا، وتوفي في 14 ديسمبر 2011 في كاراكاس في فنزويلا. شارك مع منتخب فنزويلا لكرة القدم. أما مع النوادي، فقد لعب مع ديبورتيفو تاشيرا وديبورتيفو غاليسيا.

## وصلات خارجية
- بيدرو فيبليس على موقع الاتحاد الدولي (مؤرشف)  (الإنجليزية)
- بيدرو فيبليس على موقع قاعدة بيانات كرة القدم.إي يو (الإنجليزية)
- بيدرو فيبليس على موقع ناشيونال فوتبول تيمز (الإنجليزية)
- بيدرو فيبليس على موقع أوليمبيديا (الإنجليزية)